# Saint Guinien
Saint Guinien, saint Guinian, saint Vignen  ou saint Gildouin peut correspondre à deux saints bretons différents. 

## Biographie
Il existe deux saints correspondant à ces noms. L'un est un frère de saint Winoc. Ermite ayant vécu au VIIe siècle, il serait aussi un frère du roi Judicaël et un compagnon de saint Arnec (ou Théarnec ou Ternoc). 
L'autre saint Guinien est né en 1052 et est décédé âgé de 25 ans en 1077. Ses reliques furent conservées à Chartres où il mourut lors de son retour d'un voyage à Rome.
Invoqué pour guérir les enfants et les maladies de peau, on peut lire que ce deuxième saint eut une vie en tous points exemplaire.

## Ses traces en Bretagne
Le premier saint Guinien est l'ancien saint patron de Ploudaniel (Finistère) ; l'actuelle église paroissiale Saint-Yves a été édifiée en 1860 ; elle a remplacé une ancienne église qui était autrefois consacrée à saint Guinien. 
Le second saint Guinien est le saint patron de Landéhen (Côtes-d'Armor) où il existe une fontaine Saint-Guinien (et plusieurs autres dans les environs honorent le même saint). 
En octobre 1948 le recteur de Landéhen put rapporter dans l’église paroissiale les reliques de son saint patron, qui est fêté le 5 juillet.